# Carex mira
Carex mira är en halvgräsart som beskrevs av Georg Kükenthal. Carex mira ingår i släktet starrar, och familjen halvgräs. Inga underarter finns listade i Catalogue of Life.